# Kaalamakoski
Kaalamakoski är en ort i Pajala kommun, Norrbottens län, belägen på västra stranden av Muonioälven, vid gränsen till Finland och vid riksväg 99. Orten ligger cirka 7 kilometer norr om Aareavaara och 7 kilometer söder om Kihlanki. Fastigheterna i Kaalamakoski har beteckningen Aareavaara och historiskt har orten även ingått i byn Aareavaara.
I april 2016 fanns det enligt Ratsit 8 personer över 16 år registrerade med Kaalamakoski som adress.